# John Tenniel

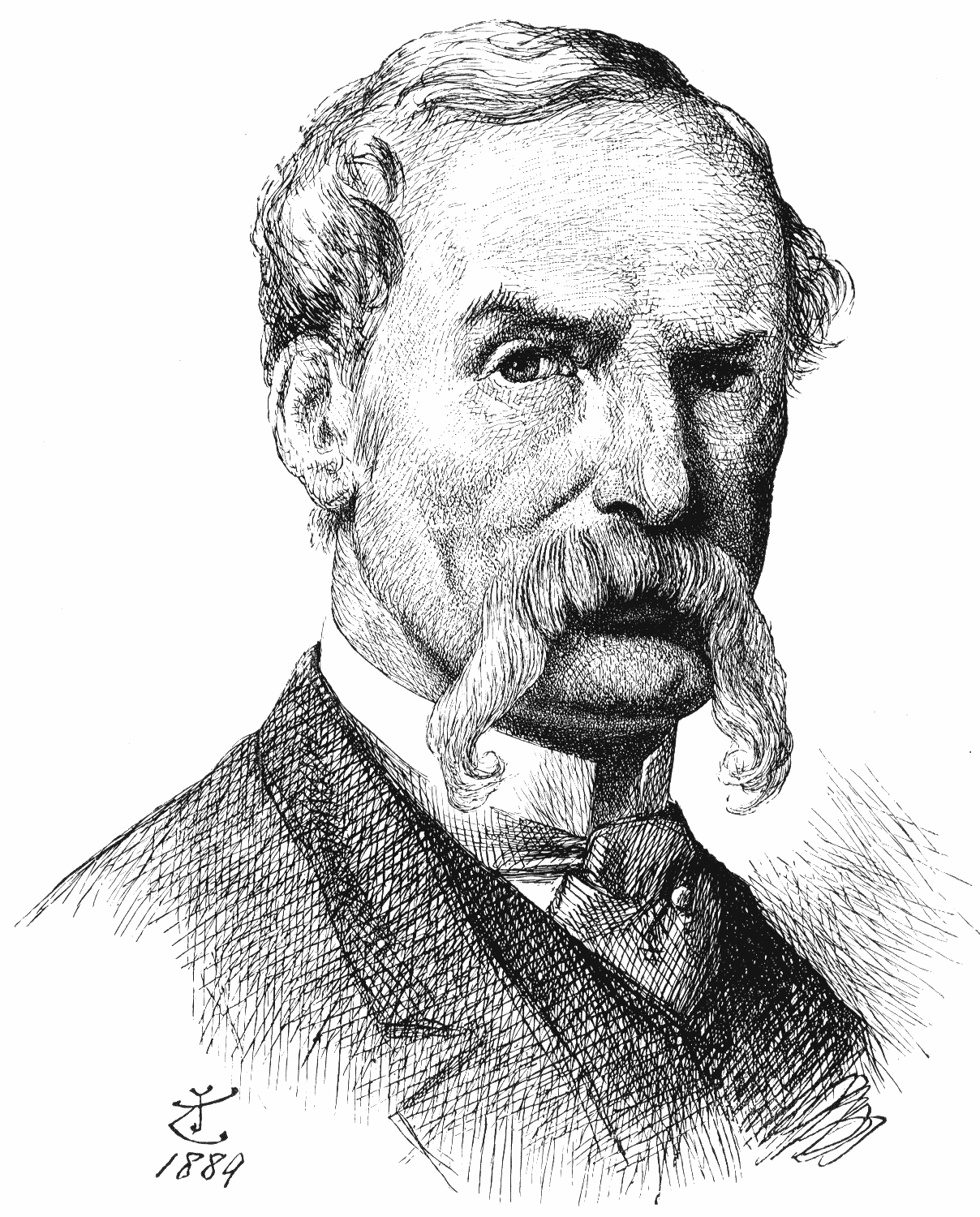
Zelfportret van John Tenniel.

John Tenniel (Londen, 28 februari 1820 – aldaar, 25 februari 1914) werd geboren in Londen als zoon van een dans- en schermleraar van Franse (hugenoten) komaf. Hij studeerde onder meer aan de Royal Academy of Arts in Londen, maar het vak van illustrator en politiek tekenaar heeft hij zich toch vooral zelf eigen gemaakt.
Op zijn 16e werden Tenniels schilderijen al tentoongesteld. Men herkende in hem een groot talent en hij kreeg verscheidene eervolle opdrachten.
Tenniel publiceerde een aantal van zijn politieke tekeningen in het satirische blad Punch, waar hij (in 1850) als vaste tekenaar in dienst trad. Geleidelijk nam hij de taak op zich de belangrijkste politieke cartoons voor Punch te produceren.
Als gevolg van een ongeluk bij schermen in zijn jeugd, werd hij vanaf 1860 grotendeels blind aan één oog. Hij bezat echter een fotografisch geheugen, en ging meer dan eens langs bij zijn slachtoffers op 10 Downing Street of elders.
In 1874 werd hij opgenomen als lid in de Royal Institute of Painters in Water Colours. Hij experimenteerde met diverse media, zoals het mozaïek van Leonardo da Vinci in het Victoria and Albert Museum, maar zijn grootste meesterschap heeft hij toch bereikt met houtsnedes; Lalla Rookh is wellicht zijn best geslaagde werk op het gebied van conceptuering, zeggingskracht en technische finesse.
Naast zijn werk voor Punch en andere bladen werkte John Tenniel als boekillustrator. Hij werkte ook graag samen met anderen aan diverse projecten, maar zijn onsterfelijke faam heeft hij tegenwoordig met name te danken aan de eerste illustraties van Alice's Adventures in Wonderland.
Tenniel (sinds 1893 Sir John, op voordracht van premier Gladstone, die hij vaak had afgebeeld) legde zijn werk voor Punch neer in 1901. Hij overleed in 1914.

## Geïllustreerde boeken
- 1845 - Undine
- 1846 - Juvenile Verse and Picture Book
- 1848 - Aesop's Fables, 100 tekeningen
- 1858 - Grave, door Robert Blair
- 1860 - The Gordian Knot, door (Punch-redacteur) Shirley Brooks
- 1861 - The Silver Cord, door Shirley Brooks
- 1861 - Lalla Rookh (1817), door Thomas Moore, 69 tekeningen
- 1866 - Alice's Adventures in Wonderland, door Lewis Carroll
- 1867 - The Mirage of Life
- 1870 - Through the Looking-Glass, door Lewis Carroll